# Fred Ott
Fred Ott, pseudonimo di Frederick P. Ott (New Jersey, 1860 – West Orange, 24 ottobre 1936), è stato un attore statunitense.
Impiegato nel laboratorio di Thomas Edison negli anni 1890, è ricordato per essere apparso nel primo film protetto da copyright negli Stati Uniti d'America, Fred Ott's Sneeze e in Fred Ott Holding a Bird, entrambi del 1894.

## Filmografia
- Fred Ott Holding a Bird (1894)
- Fred Ott's Sneeze (1894)
- The Kiss (1900)